# Funzione rampa
La funzione rampa è una funzione reale elementare, facilmente calcolabile come la media aritmetica della variabile indipendente e del suo valore assoluto.
Questa funzione è utilizzata nel campo dell'ingegneria (ad esempio, nella teoria del DSP). Il nome funzione rampa deriva dalla forma del suo grafico.

## Definizioni

Grafico della funzione rampa

La funzione rampa {\displaystyle R(x):\mathbb {R} \rightarrow \mathbb {R} } può essere definita analiticamente in svariati modi. Definizioni possibili sono le seguenti.
- Funzione definita a tratti:

{\displaystyle R(x):={\begin{cases}x,&x\geq 0;\\0,&x<0.\end{cases}}}
- La media tra una linea retta con pendenza unitaria e il suo modulo:

{\displaystyle R(x):={\frac {x+|x|}{2}},}
ciò può essere ottenuto notando la definizione seguente: {\displaystyle \max(a,b)={\frac {a+b+|a-b|}{2}}}, per cui {\displaystyle a=x} e {\displaystyle b=0.}
- La funzione gradino moltiplicata per una linea retta con pendenza unitaria:

{\displaystyle R\left(x\right):=xH\left(x\right).}
- La convoluzione della funzione gradino con sé stessa:

{\displaystyle R\left(x\right):=H\left(x\right)*H\left(x\right).}
- L'integrale della funzione gradino:

{\displaystyle R(x):=\int _{-\infty }^{x}H(\xi )\mathrm {d} \xi .}

## Proprietà analitiche

### Non negatività
In tutto il dominio la funzione è non negativa {\displaystyle R(x)\geqslant 0} per ogni {\displaystyle x\in \mathbb {R} .} Quindi la funzione è uguale al suo valore assoluto: {\displaystyle \left|R\left(x\right)\right|=R\left(x\right).}

### Derivata
La sua derivata è la funzione gradino:
{\displaystyle R'(x)=H(x)\ \mathrm {se} \ x\neq 0.}
Segue dalla quinta definizione.

### Trasformata di Fourier
La trasformata di Fourier di {\displaystyle R(x)} è:
{\displaystyle {\mathcal {F}}\left\{R(x)\right\}(f)} {\displaystyle =} {\displaystyle \int _{-\infty }^{+\infty }R(x)e^{-2\pi ifx}dx} {\displaystyle =} {\displaystyle {\frac {i\delta '(f)}{4\pi }}-{\frac {1}{4\pi ^{2}f^{2}}},}
dove {\displaystyle \delta (x)} è la delta di Dirac.

### Trasformata di Laplace
La trasformata di Laplace di {\displaystyle R(x)} è:
{\displaystyle {\mathcal {L}}\left\{R\left(x\right)\right\}(s)=\int _{0}^{+\infty }e^{-sx}R(x)dx={\frac {1}{s^{2}}}.}

## Proprietà algebriche

### Invarianza alle iterazioni
Ogni funzione iterata della rampa è uguale a sé stessa, cioè
{\displaystyle R\left(R\left(x\right)\right)=R\left(x\right).}
Dimostrazione: {\displaystyle R(R(x))={\frac {R(x)+|R(x)|}{2}}={\frac {R(x)+R(x)}{2}}={\frac {2R(x)}{2}}=R(x).}